# 索蒙廷
索蒙廷，是西班牙安达卢西亚自治区阿尔梅里亚省的一个市镇。 总面积16km2, 总人口515人（2001年），人口密度32人/km2。